# Antoine de Villaret
Pour les articles homonymes, voir Famille de Villaret.
Antoine Marie Alexandre de Villaret (Saint-Laurent-Lolmie, 22 février 1852 - Paris, 5 janvier 1926) est un officier général de l'armée française, capturé pendant la Première Guerre mondiale.

## Biographie

### Origine et formation
Antoine de Villaret a été présenté comme « appartenant à une des plus anciennes et des plus illustres familles de la chevalerie gévaudanaise, qui a donné à l'ordre de Saint-Jean de Jérusalem deux de ses grands maîtres les plus célèbres : Guillaume de Villaret, qui occupa le magistère de 1296 à 1305, et Foulques de Villaret, son neveu, qui l'occupa de 1305 à 1319 ». Cette noble ascendance, apparemment basée sur une simple homonymie, est parfois discutée,.
La famille Villaret, dont est issu le général, demeurait au début du XIVe siècle, dans le Quercy, comme l'attestent les registres paroissiaux des archives départementales de Tarn-et-Garonne. On y retrouve d’ailleurs l’acte de mariage de Louis de Villaret, son arrière-grand-père, à Lafrançaise le 30 janvier 1720.
Antoine Marie Alexandre de Villaret est né le 22 février 1852 au château de Floyras, à Saint-Laurent-Lolmie (Lot).

### Carrière militaire
Engagé volontaire à l’École Spéciale Militaire le 19 octobre 1869, il est affecté au  19e régiment d'infanterie comme sous-lieutenant le 14 août 1870, la France est alors en guerre contre les États allemands coalisés. Dès le 27 août 1870, il est affecté au 48e régiment d'infanterie avec lequel il est fait prisonnier le 2 septembre 1870. Libéré le 5 avril 1871, il rejoint l'armée de Versailles au sein du 3e régiment provisoire d'infanterie.
Le 1er mai 1872, il est affecté au 103e régiment d'infanterie. Il est nommé lieutenant le 3 mars 1873 et rejoint le 113e régiment d'infanterie le 26 mars 1880, date à laquelle il est promu capitaine. Muté successivement au 149e régiment d'infanterie (1er octobre 1887), au 104e régiment d'infanterie (22 octobre 1890) puis au 67e régiment d'infanterie en date du 1er novembre 1891 avec le grade de major. C'est toujours à ce régiment qu'il sera nommé chef de bataillon le 4 mai 1894. Le 24 décembre 1894, il rejoint le 1er bataillon de chasseurs à pied, il y reste jusqu'au 12 juillet 1899, date à laquelle le capitaine Driant lui succède.
Promu lieutenant-colonel, il intègre le 51e régiment d'infanterie, puis le 93e régiment d'infanterie le 21 juillet 1905. Sa promotion au grade de colonel lui est octroyée le 26 septembre 1905.
Le 21 décembre 1909, il est promu général de brigade et est nommé adjoint au commandant en chef, préfet du 1er arrondissement maritime, gouverneur de Cherbourg.

#### La Première Guerre mondiale

##### La bataille de Tournai
À la déclaration de guerre, le général Antoine de Villaret commande la 176e brigade territoriale, regroupant le 83e régiment d'infanterie territoriale et le 84e régiment d'infanterie territoriale, respectivement casernés à La Roche-sur-Yon et Fontenay-le-Comte. Le 18 août 1914, la brigade est envoyée à destination du camp retranché de Paris, puis, le 22 août 1914 à destination de la région de Lille.
Le 23 août, alors que la brigade marche vers la frontière belge, le général d'Amade donne l'ordre de monter une opération pour investir Tournai dès le 24 août. Cette mission est confiée au général Antoine de Villaret. Sous-estimant les forces ennemies, l'état-major français envoie la brigade face au IIe corps de cavalerie allemand (de) commandé par le Generalleutnant von der Marwitz.
Le 24 août, dès 7 h 30, les combats s'engagent autour du village de Rumillies, à quelques kilomètres à l'Est de Tournai. Face aux Allemands, les territoriaux ne peuvent que reculer, étant beaucoup moins bien armés et préparés. Vers 11 h, le général de Villaret ordonne la retraite, Tournai ne peut pas être tenu. Aux alentours de 13 h, l'arrière de la colonne, dans laquelle est le général, s'arrête et se retranche à proximité de Froidmont. Deux maisonnettes sont mis en état de défense pour tenter de stopper les Allemands qui ne cessent de les harceler.
À 14 h 45, Antoine de Villaret se met au milieu de la route et agite un mouchoir blanc. Un lieutenant fera de même, après avoir noué un autre mouchoir sur un sabre, pour faire définitivement cesser les combats.
Le général Antoine de Villaret sera un des rares officiers généraux à être capturé lors de ce conflit. Son sacrifice et celle de sa brigade auront permis le repli d'unités réservistes parisiennes combattant à leur côté.

##### Captivité
Amené en captivité, Antoine de Villaret tiendra au quotidien un journal sur sa condition de prisonnier. Cet ouvrage est aujourd'hui encore conservé dans sa famille. Libéré, il retourne en France le 8 octobre 1917. Il est placé dans la section de réserve et ne recevra plus de commandement.

### Fin de vie
En juillet 1925, la ville de Tournai édifie un monument à la gloire des Vendéens, mais, malade, il ne pourra se rendre sur place. Hospitalisé au Val-de-Grâce, il décède le 5 janvier 1926. Il est inhumé dans son village natal de Saint-Laurent-Lolmie.

## Grades
- Sous-lieutenant (23 octobre 1869)
- Lieutenant (3 mars 1873)
- Capitaine (26 mars 1880)
- Chef de bataillon (4 mai 1894)
- Lieutenant-colonel (12 juillet 1899)
- Colonel (26 septembre 1905)
- Général de brigade (21 décembre 1909)

## Décorations
- Commandeur de la Légion d'honneur (19 février 1921)[10]
- Médaille commémorative de la guerre 1870–1871
- Officier d'académie